# Christos Tsakmakis
Christos Tsakmakis (ur. 6 września 1987 w Augsburgu) – grecki kajakarz górski pochodzenia niemieckiego.
Uczestnik Letnich Igrzysk Olimpijskich 2004, 2008 i 2012, dwukrotny mistrz Niemiec w kajakarstwie górskim.

## Kariera

### Igrzyska Olimpijskie
Reprezentował Grecję na trzech kolejnych Igrzyskach Olimpijskich. W 2008 roku zajął najlepsze w swojej karierze 7. miejsce. W 2012 na Igrzyskach w Londynie zajął 13. miejsce w kategorii C-1.

### Mistrzostwa Niemiec
| Rok  | Medal   |
| ---- | ------- |
| 2004 | Złoty   |
| 2006 | Brązowy |
| 2010 | Srebrny |
| 2011 | Brązowy |
| 2013 | Złoty   |
| 2014 | Brązowy |